# Lagynodinae
Sous-famille
Lagynodinae est une sous-famille d'insectes hyménoptères parasites.

## Liste des genres
Selon ITIS:
- genre Aetholagynodes Dessart, 1994
- genre Archisynarsis Szabó, 1973
- genre Holophleps Kozlov, 1966
- genre Lagynodes Förster, 1841
- genre Prolagynodes Alekseev et Rasnitsyn, 1981
- genre Typhlolagynodes Dessart, 1981